# Daniel Zhang
Daniel Zhang (Xangai, 11 de janeiro de 1972), ou Zhang Young, é um empresário chinês do ramo de tecnologia. Atualmente, é CEO do Alibaba Group. Em 2020, apareceu na lista de 100 pessoas mais influentes do ano pela Time.